# Safnahúsið

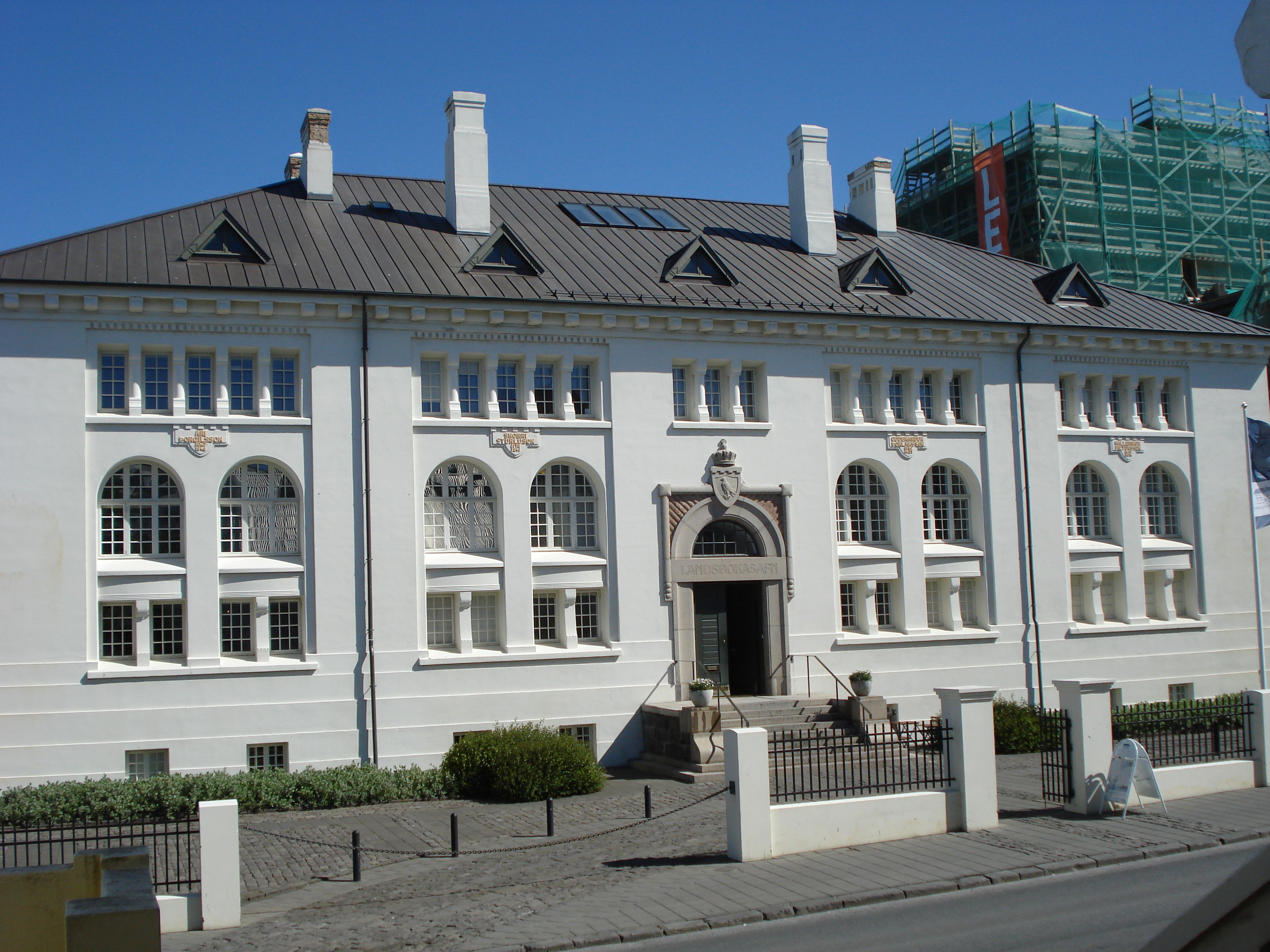
Bâtiment de la maison de la culture

La maison de la culture de Reykjavik, en islandais Safnahúsið, est un lieu d'exposition d'Islande. 

## Exposition permanente
Le bâtiment est organisé par thèmes, dans une exposition générale intitulée « points de vue ». Il s'y mêle des œuvres d'art anciennes et modernes, ainsi que des documents d'archives et même une méta-utilisation d'une salle de lecture, intégrée à l'espace muséal pour illustrer le point de vue « miroir », c'est-à-dire comment les islandais se perçoivent et se racontent eux-mêmes.